# Biblioteca Pública de Taunton
La Biblioteca Pública de Taunton es la biblioteca pública de Taunton, Massachusetts. Está ubicada en 12 Pleasant Street, en el lado sur, en el centro de Taunton. Se encuentra entre una serie de otros edificios cívicos e institucionales.en un edificio de estilo Beaux arts construido en 1903 con el apoyo financiero de Andrew Carnegie, al que se le hizo una adición moderna en 1979. El edificio figura en el Registro Nacional de Lugares Históricos como un ejemplo local particularmente bueno de la arquitectura Beaux Arts.

## Historia
Fue posible gracias a una donación de $70,000 Biblioteca Carnegie del industrial y filántropo Andrew Carnegie. 
Fue construida en 1903 con un diseño Beaux Arts y Classical Revival de Albert R. Ross. 
En 1979, se agregó una gran adición con fachada de ladrillo en la parte trasera del edificio original. Se agregó al Registro Nacional de Lugares Históricos en 1984.

## Arquitectura
Es una estructura de mampostería en forma de T construida con piedra caliza de Indiana. La pata de la T se proyecta hacia adelante, creando una sección de tres tramos de ancho y uno de profundidad, con la entrada principal en su centro. La entrada está empotrada dentro de una abertura de arco de medio punto, rematada por un frontón roto y un cartucho. Los tramos de la sección saliente están divididos por columnas empotradas corintias de altura completa, con pilastras corintias cerca de los forenses. Estos sostienen un entablamento de varias capas, sobre el cual una cornisa dentada rodea el edificio debajo de su techo a cuatro aguas truncado. Los diferentes tamaños y formas de las ventanas dan variedad a la estructura.

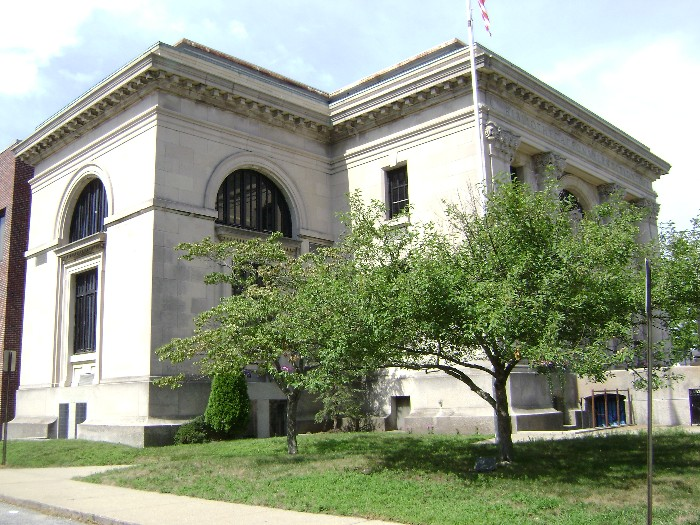
Vista de la esquina sureste
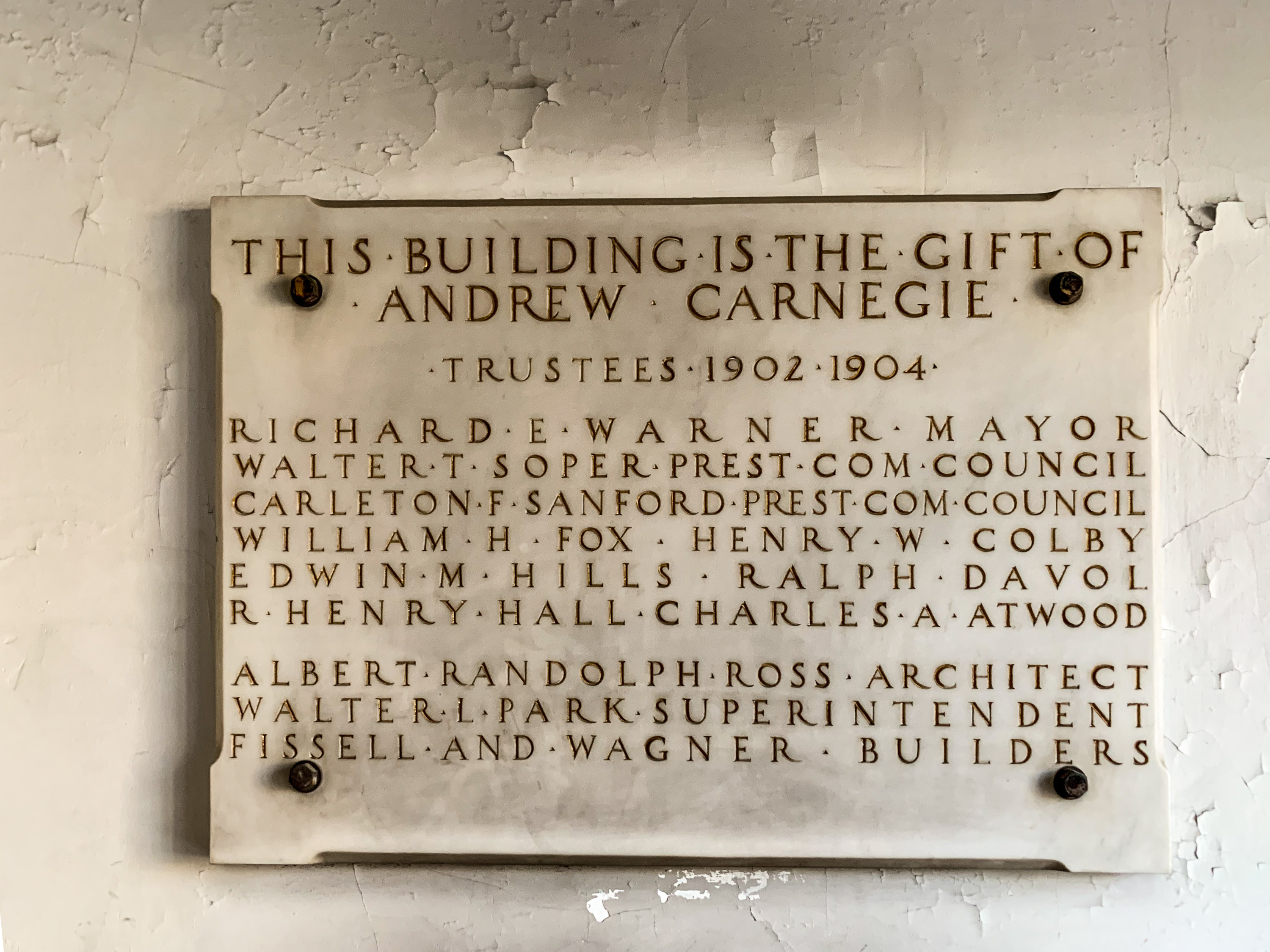
Placa en la pared de la biblioteca